# Pseudonestor xanthophrys
Chim kiwikiu, tên khoa học Pseudonestor xanthophrys, là một loài chim trong họ Fringillidae.